# Lexington, Texas
Lexington är en ort i Lee County i Texas. Vid 2010 års folkräkning hade Lexington 1 177 invånare.